# نهر الساروت
نهر الساروت هو نهر يقع ضمن محافظة حماة في سوريا وهو أحد أهم روافد نهر العاصي  ينبع من قمم جبال الساحل السوري وهو عبارة عن تجمع مجموعة أنهار موسمية صغيرة (الصواصيف - المجيري - العورة) التي تلتقي قرب قرية السويدة في منطقة اسمها القناطير لتشكل نهر الساروت.
ويمر في مجموعة قرى مثل كفر عقيد - بقصقص -جرجرة - المجدل إلى أن يصب في نهر العاصي عند زور أبو زيد الواقعة بين خطاب و حلفايا ويعتبر العصب الحياتي لهذة القرى حيث يتم زراعة ضفافه بالقطن و الخضراوات.
يوجد عليه عدد من الطواحين المائية القديمة  وحديثاً أقيم عليه سد يُدعى سد الساروت.